# Jesse R. Glover
Jesse Raymond Glover (* 15. Oktober 1935 in Seattle; † 27. Juni 2012) war Bruce Lees erster Schüler und Assistant Instructor. Glover traf Bruce Lee 1959 in Seattle, USA. Beide besuchten die Edison High School in Seattle. Zu dieser Zeit war Glover ein erfolgreicher Judoka. Bruce Lee unterrichtete Glover in Kung Fu, erst privat, später in Bruce Lees erster Schule, dem Jun Fan Gung Fu Institute in Chinatown Seattle. Später eröffnete er eine eigene Schule und nannte seine Selbstverteidigungs-Methode „Non-Classical Gung Fu“. Glover absolvierte ein Psychologie-Studium und lebte bis zu seinem Tod in Seattle.
Glover erlag am 27. Juni 2012 einem Krebsleiden.
In seinem 1976 geschriebenen Buch Bruce Lee – Between Wing Chun and Jeet Kune Do berichtet er über Messungen von Lees Schlagschnelligkeit und Distanz überbrücken („Closing the Gap“) mittels eines elektrischen Timers. Glover schreibt, Lee konnte ein ca. ein Meter (3 Fuß) entferntes Ziel in etwa 0,05 Sekunden treffen, und zu einem anderthalben Meter (5 Fuß) entfernten Ziel in etwa 0,08 Sekunden die Distanz überbrücken. Glovers eigene Zeiten aus ca. einem Meter Entfernung betrugen zwischen 0,11 und 0,18 Sekunden, und aus ca. einem anderthalben Meter Entfernung waren seine Zeiten in den unteren 20ern (0,21–0,23) Sekunden.